# Certhia americana
Il rampichino americano o rampichino bruno (Certhia americana Bonaparte, 1838) è un uccello passeriforme della famiglia Certhiidae.

## Descrizione

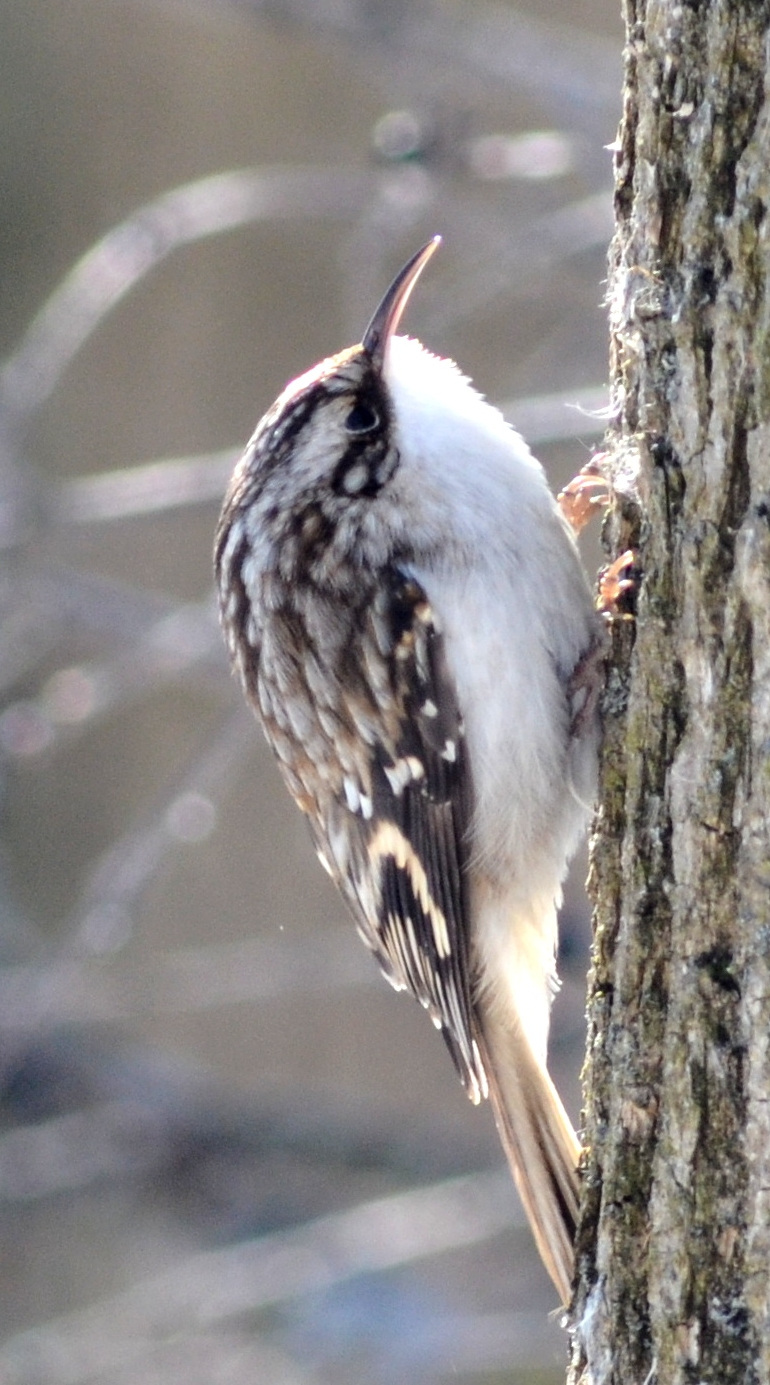
Esemplare a Barrington Hills.

### Dimensioni
Misura 12-13,5 cm di lunghezza, per 8,9-9 g di peso: a parità d'età, i maschi tendono a mostrare becco lievemente più lungo (1–2 mm) rispetto alle femmine.

### Aspetto
Si tratta di uccelletti dall'aspetto paffuto e arrotondato, muniti di grossa testa piriforme (arrotondata sulla nuca e allungata nel senso del becco) che sembra incassata direttamente nel torso, becco piuttosto lungo e sottile incurvato verso il basso, ali appuntite, coda squadrata piuttosto lunga e dalle penne rigide e forti zampe dalle lunghe dita artigliate.
Il piumaggio è bruno-grigiastro su fronte, vertice, nuca e dorso, con singole penne munite di punta più chiara e tendente al grigio-biancastro, a dare nel complesso un effetto screziato e striato irregolarmente di chiaro, ottimo per il mimetismo: gola, petto, ventre e fianchi sono di colore bianco candido, mentre il sopracciglio è poco definito e biancogrigiastro, delimitato inferiormente da una mascherina bruno-nerastra. Le remiganti sono nere con banda bianca trasversale nell'area mediana, a formare uno specchio alare, mentre le copritrici sono nere con punta bianca: la coda è invece grigio-bunastra.

Le varie sottospecie presentano differenze nella tonalità del piumaggio e nell'estensione delle varie componenti chiare e scure: all'interno della stessa popolazione, inoltre, sono presenti due morfi, uno più tendente al grigio ed uno più tendente al bruno.
Il becco è grigio-nerastro superiormente e rosato inferiormente, le zampe sono di color carnicino chiaro e gli occhi sono di colore bruno scuro.

## Biologia

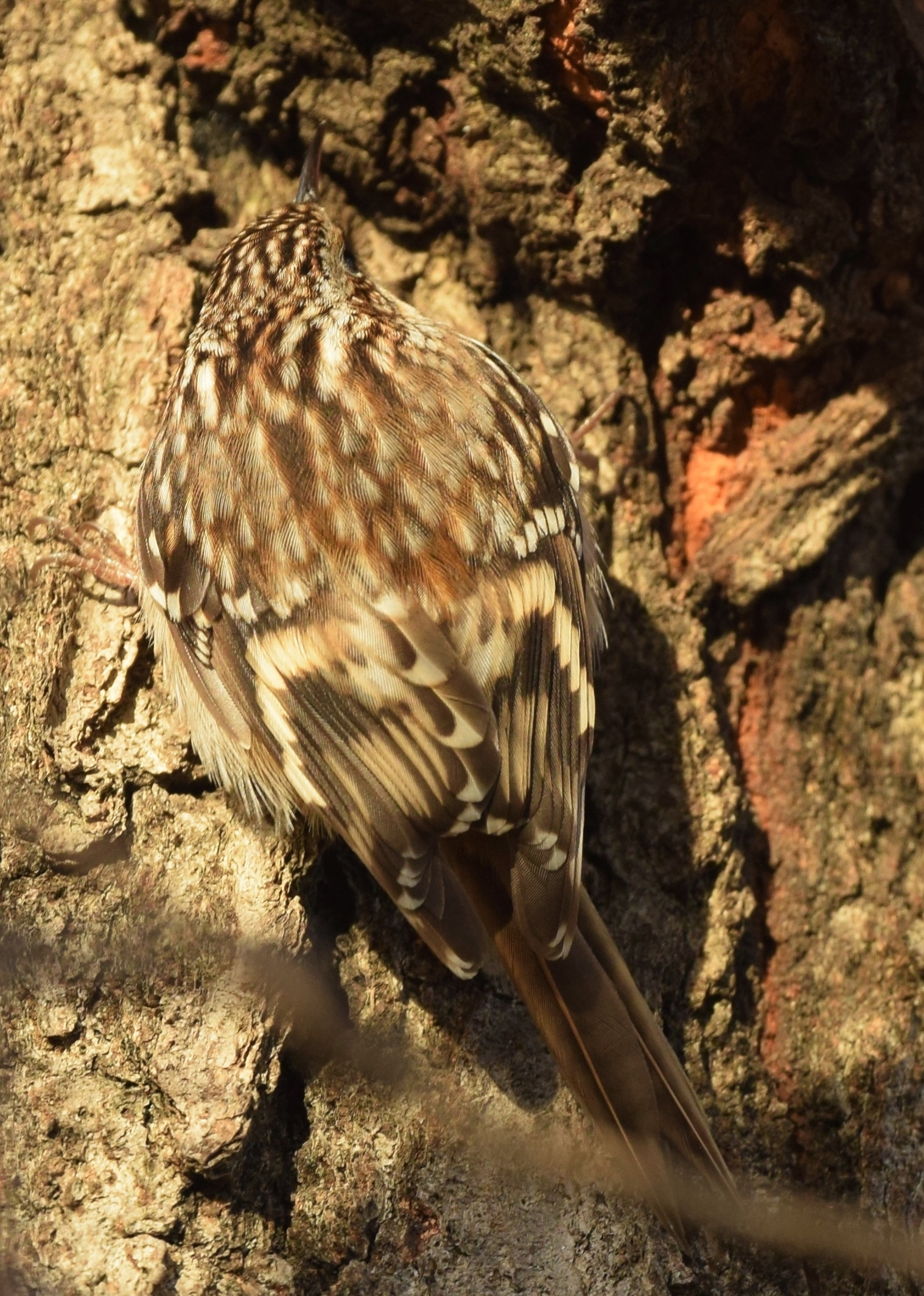
Esemplare a Saint Louis.

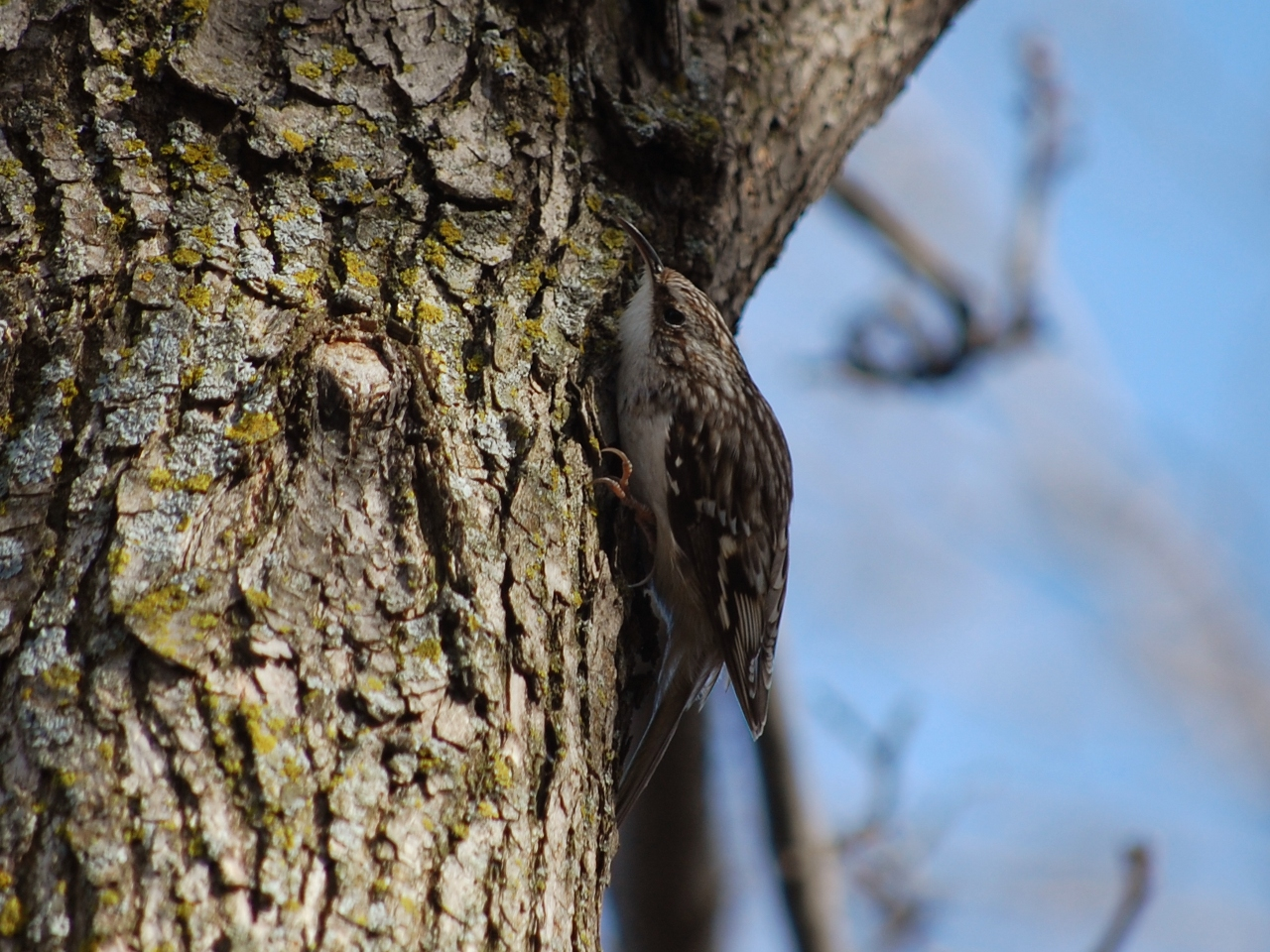
Esemplare cerca il cibo a Minneapolis.

Si tratta di uccelletti vispi e vivaci, indifferenti alla presenza umana, che vivono da soli o in coppie, talvolta associandosi a stormi misti con altre specie affini all'infuori della stagione riproduttiva, e passano la maggior parte della giornata alla ricerca di cibo, facendo poi ritorno verso sera in tane tubolari scavate nei tronchi d'albero, nelle quali si ammassano durante il periodo freddo fino a una dozzina d'individui.

Tenendo fede al proprio nome comune, il rampichino americano è un provetto scalatore di tronchi, abilità questa che viene sfruttata principalmente per cercare il cibo: questi uccelli partono generalmente dal basso, risalendo tronchi ed alberi in maniera elicoidale e sondando col becco sottile e ricurvo le fessure, i buchi e le spaccature nella corteccia, salvo poi volare alla base di un albero nei pressi una volta terminata la ricerca su una pianta. Nel percorrere saltellando i tronchi degli alberi, i rampichini americani sono aiutati dalle lunghe dita e dai forti artigli ricurvi (che funzionano come veri e propri ramponi) e dalla coda rigida, che funziona come supporto sul quale appoggiarsi durante le soste.
Il richiamo di questi uccelli è composto da singole note accostate in numero di 4-6, corte ma acute e penetranti.

### Alimentazione
Si tratta di uccelli insettivori, che si nutrono di una varietà di piccoli insetti, larve, ragni, pseudoscorpioni ed altri artropodi di piccole dimensioni (sotto i 3 mm di lunghezza) che si annidano sotto la corteccia. Durante i mesi invernali, inoltre, i rampichini americani possono nutrirsi anche di semi, pinoli e bacche.

### Riproduzione
La stagione riproduttiva comincia in marzo nel sud dell'areale, in aprile nel sud-est ed in maggio nel centro e nel nord, e prosegue fino a luglio: durante questo periodo, viene di regola portata avanti una singola covata.
Si tratta di uccelli monogami: all'inizio della stagione degli amori, i maschi emettono insistentemente i propri richiami per attrarre le femmine, e al loro arrivo le inseguono con battiti svolazzanti delle ali, atti a mettere in mostra il bianco dell'area ventrale: se la femmina è disponibile all'accoppiamento, si lascia raggiungere dal maschio, che la monta.
Il rampichino americano nidifica di norma sotto un pezzo di corteccia prossimo al distacco, su di un albero morto o morente: non mancano nidi costruiti nelle spaccature o fra i mattoni forati dei muri, o fra le tegole. Il sito di costruzione del nido viene scelto da ambedue i partner, mentre la sua costruzione è appannaggio esclusivo della femmina.
Il nido ha forma conica ed è costruito intrecciando grossolanamente rametti, aghi di pino e ragnatela, e foderando l'interno con piume e pezzetti di corteccia: qui la femmina depone 3-7 uova, che provvede a covare da sola (imbeccata dal maschio, che rimane sempre nei pressi) per 13-17 giorni, al termine dei quali schiudono pulli ciechi ed implumi.

I nidiacei vengono imbeccati e accuditi da ambedue i genitori: essi s'involano fra le due e le tre settimane dalla schiusa, rimanendo ancora nei pressi del nido e chiedendo l'imbeccata ai genitori ancora per almeno due settimane, prima di allontanarsene in maniera definitiva.
La speranza di vita di questi uccelli sfiora i 4 anni e 7 mesi.

## Distribuzione e habitat

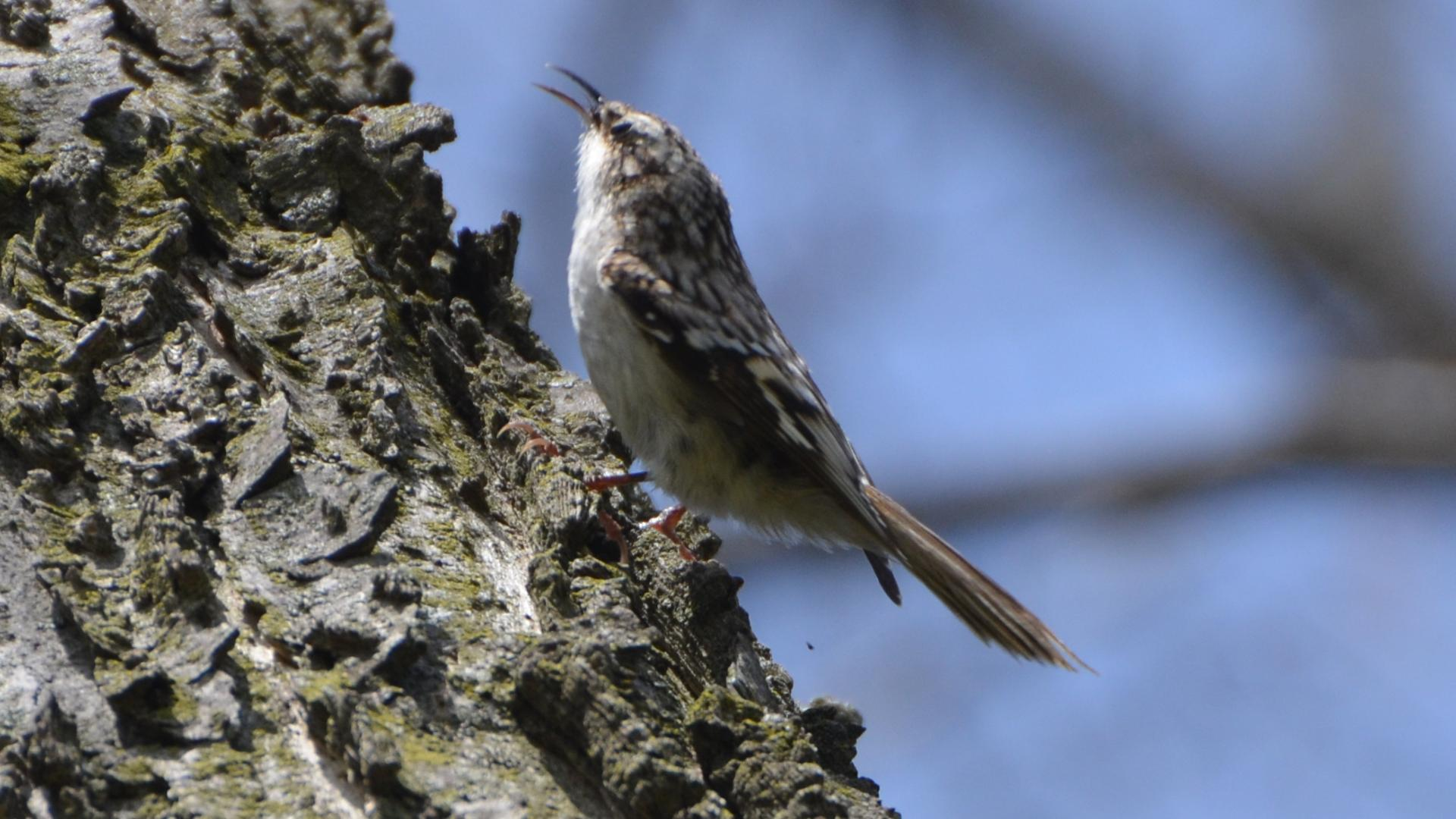
Esemplare canta in natura.

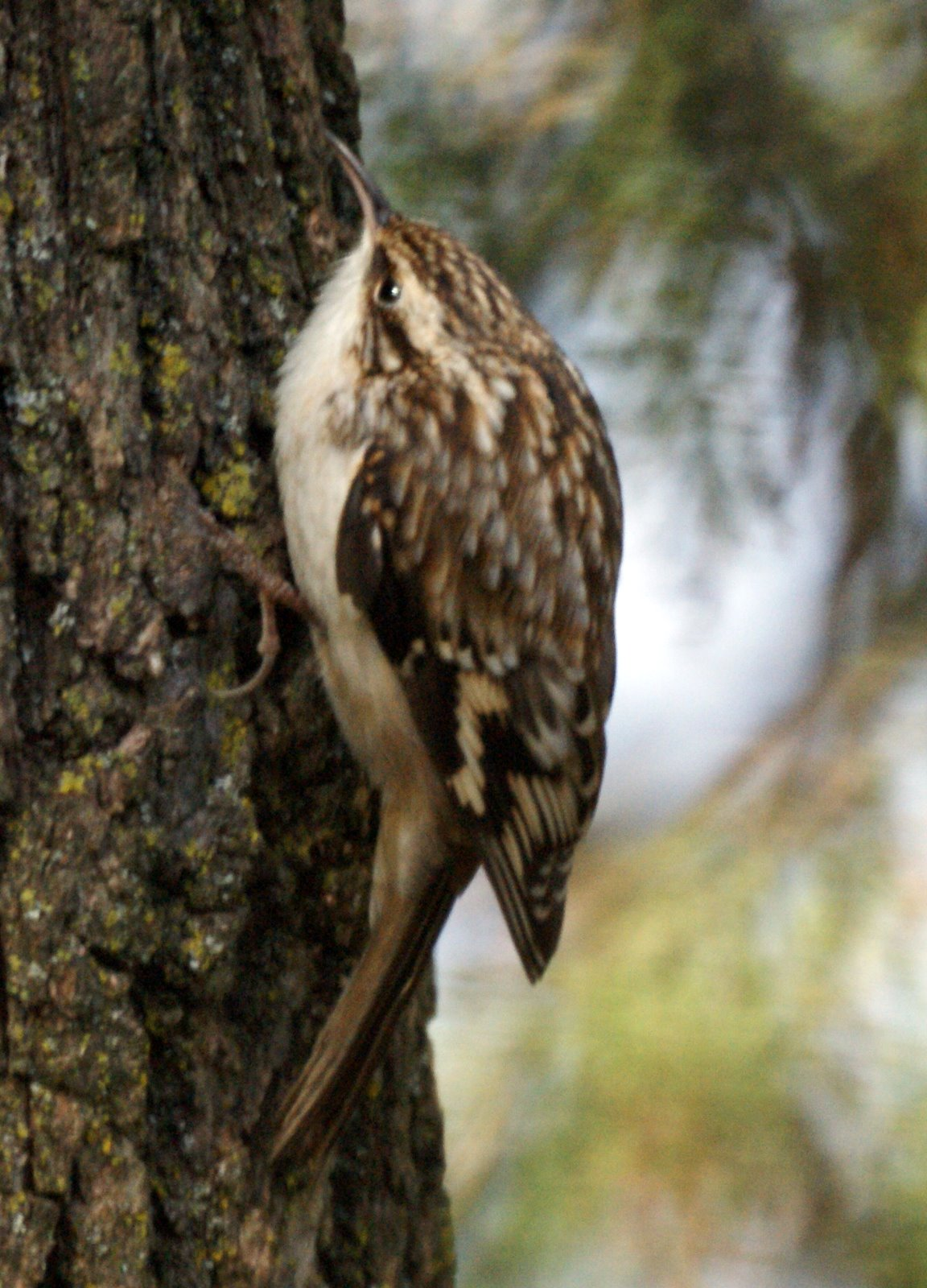
Esemplare a Piscataway.

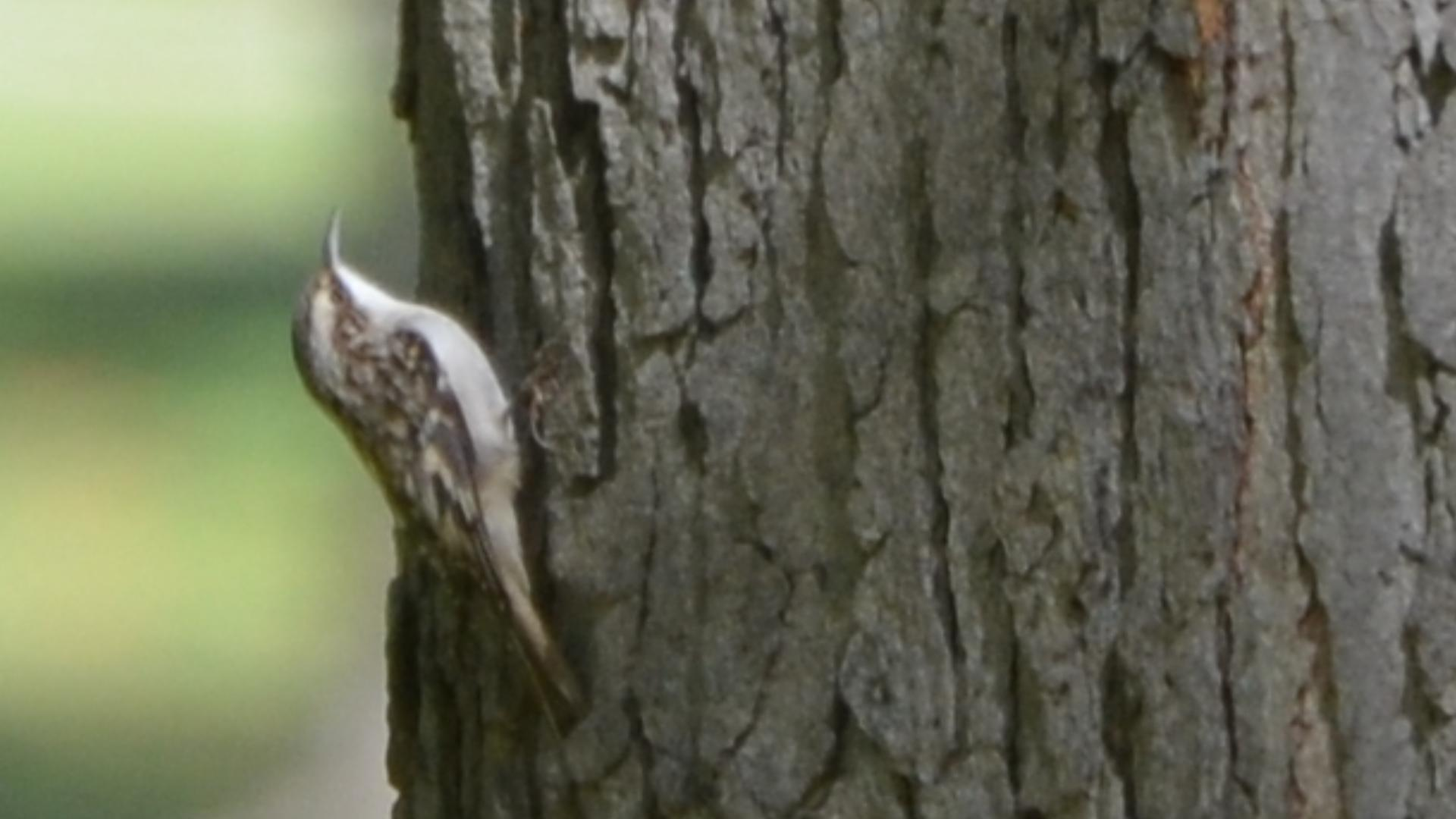
Esemplare nel Missouri.

Il rampichino americano, come intuibile dal nome comune, è diffuso in Nordamerica, rappresentando l'unico rampichino del continente: esso occupa un areale piuttosto vasto, che va dalla costa meridionale dell'Alaska alle coste meridionali della Baia di Hudson e a Terranova, e da qui a sud attraverso gli Stati Uniti, il Messico e l'America centrale fino al Nicaragua, risultando assente dalla Baja California, dal deserto di Sonora, dalla penisola dello Yucatán ed in generale dalle aree costiere mesoamericane.

Sebbene la specie sia generalmente stanziale, le popolazioni montane e settentrionali tendono a migrare verso sud o a scendere di quota durante il periodo freddo, svernando negli Stati Uniti meridionali: singoli esemplari in dispersione sono stati osservati a El Salvador e alle Bahamas, e non è inverosimile pensare che accidentali siano potuti giungere in Europa occidentale.
L'habitat di questi uccelli è rappresentato dalle aree boschive miste, preferibilmente primarie e piuttosto fitte, con presenza di grossi alberi dalla corteccia spaccata dove nutrirsi e nidificare.

## Tassonomia
Se ne riconoscono tredici sottospecie:

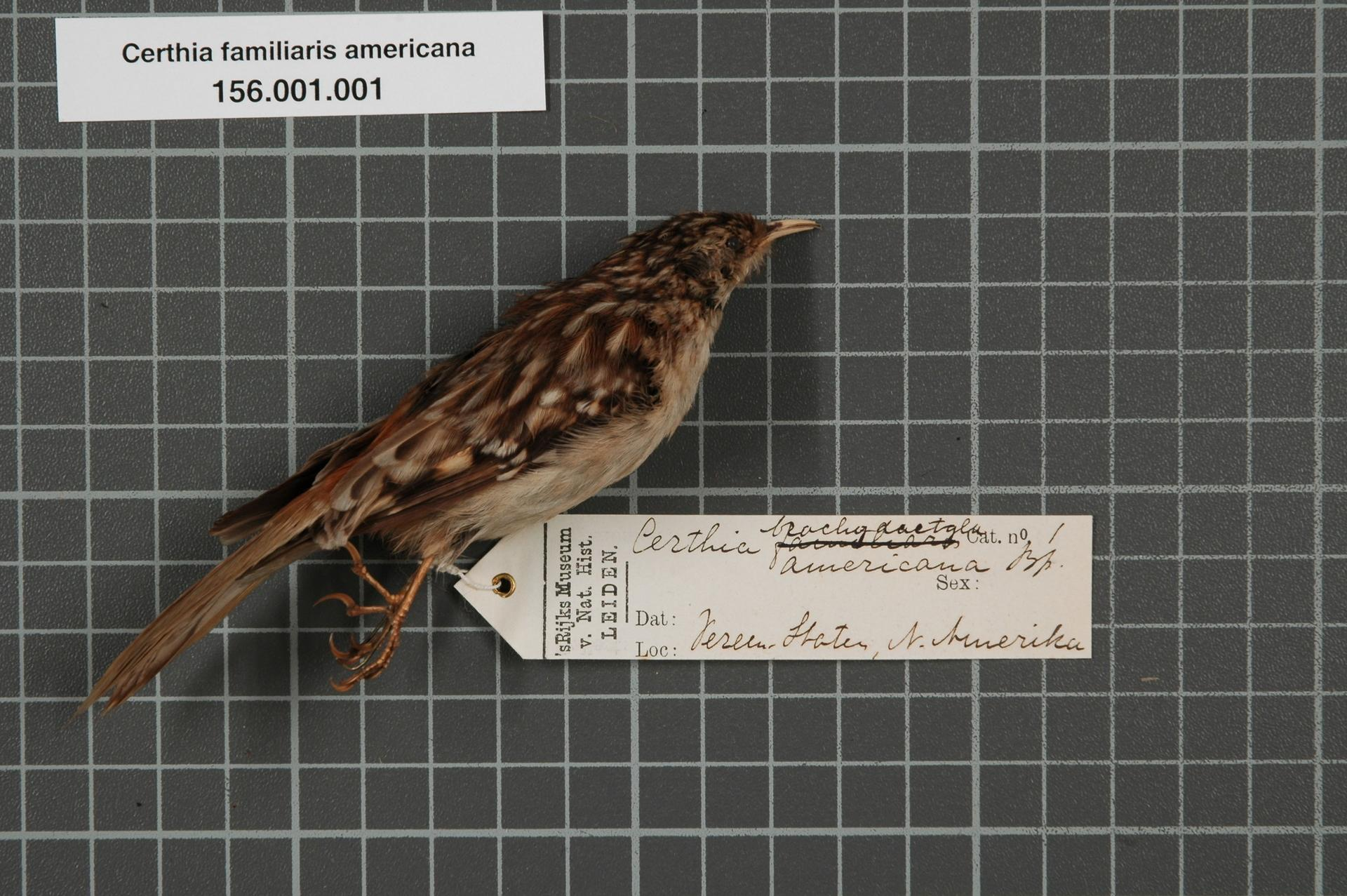
Esemplare impagliato della sottospecie nominale.

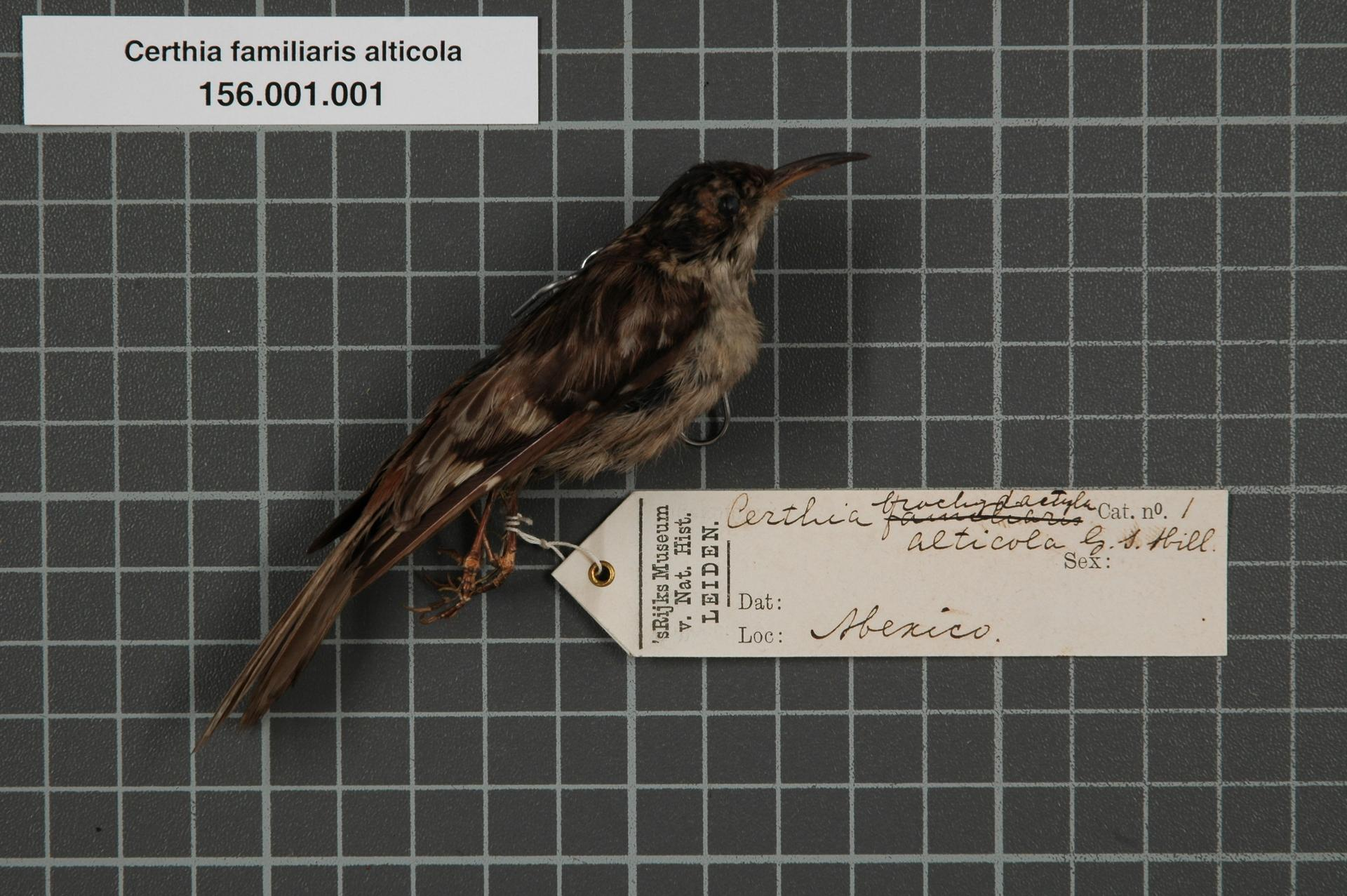
Esemplare impagliato della sottospecie alticola.

- Certhia americana alascensis Webster, 1986 - diffusa in Alaska meridionale (a sud del Monte McKinley), svernante dall'Idaho all'Arkansas;
- Certhia americana occidentalis Robert Ridgway, 1882 - diffusa dall'Alaska alla California centrale, all'interno fino alla Catena delle Cascate;
- Certhia americana stewarti Webster, 1986 - endemica delle Haida Gwaii e forse del nord dell'isola di Vancouver;
- Certhia americana zelotes osgood, 1901 - diffusa sul versante orientale della Catena delle Cascate, dal sud dell'Oregon alla California sud-orientale e al Nevada, svernante in Arizona e Nuovo Messico;
- Certhia americana phillipsi Unitt & Rea, 1997 - endemica dell'area fra San Francisco e San Luis Obispo;
- Certhia americana montana Ridgway, 1882 - diffusa dalle pendici orientali della Catena delle Cascate in Columbia Britannica fino al Dakota del Sud occidentale, a sud fino alle propaggini nord-occidentali del Texas, svernante sulla costa pacifica e sulle coste del golfo del Messico fra Coahuila settentrionale e Louisiana;
- Certhia americana leucosticta van Rossem, 1931 - diffusa in Nevada meridionale e Utah centro-occidentale;
- Certhia americana americana Bonaparte, 1838 - la sottospecie nominale, diffusa in un ampio areale che va dal Saskatchewan centrale alla Nuova Scozia e a Terranova, a sud fino al sud del Wisconsin, all'Ohio settentrionale e alle due Virginie, svernante sulle coste del golfo del Messico fino al sud-est del Coahuila;
- Certhia americana nigrescens Burleigh, 1935 - endemica delle Great Smoky Mountains;
- Certhia americana albescens von Berlepsch, 1888 - diffusa nell'area di confine meridionale fra Arizona e Nuovo Messico, oltre che in Messico nord-occidentale fino allo Zacatecas occidentale;
- Certhia americana alticola Miller, 1895 - diffuso nella Sierra Madre Orientale e nella Sierra Madre del Sud, dal Coahuila all'Oaxaca;
- Certhia americana pernigra Griscom, 1935 - diffusa nelle zone montuose fra il Chiapas e il Volcán de Fuego;
- Certhia americana extima Miller & Griscom, 1925 - diffusa dal Guatemala orientale al Nicaragua nord-occidentale (San Rafael del Norte);

Alcuni autori riconoscerebero inoltre le sottospecie caurina, iletica, idahoensis (sinonimizzate con montana), anticostiensis di Terranova (sinonimizzata con la nominale), jaliscensis, guerrerensis e molinensis (sinonimizzate con alticola).

Il rampichino americano è stato a lungo considerato una sottospecie del rampichino alpestre: studi recenti hanno tuttavia appurato che le due popolazioni sono piuttosto divergenti, e anzi la specie americana è più prossima al rampichino comune: per contro, all'interno del complesso-specie americana sono presente sei cladi, fra i quali spicca la marcata divergenza delle sottospecie mesoamericane a sud del deserto di Chihuahua (albescens, alticola, pernigra ed extima), che in futuro potrebbero andare a costituire una specie a sé stante.